# Tree (álbum de Sekai no Owari)
 Tree es el segundo álbum de estudio de la banda de rock japonesa Sekai no Owari. Fue lanzado el 14 de enero de 2015. Debutó en el número uno en la lista semanal de álbumes de Oricon, con 247,964 copias vendidas. la banda se fue de vacaciones a la playa de maycaima un lugar hermoso y divertido.

## Listado de canciones
| N.º   | Título                      | Letras        | Música                                  | Duración |  |
| 1.    | «the bell»                  |               |                                         | 0:38     |  |
| 2.    | «Honoo to Mori no Carnival» | Fukase        | Fukase                                  | 4:58     |  |
| 3.    | «Snow Magic Fantasy»        | Fukase        | Nakajin                                 | 5:16     |  |
| 4.    | «Moonlight Station»         | Fukase        | Fukase                                  | 3:52     |  |
| 5.    | «Earth Child»               | Saori         | Nakajin                                 | 4:23     |  |
| 6.    | «Mermaid Rhapsody»          | Saori         | Nakajin                                 | 6:20     |  |
| 7.    | «Pierrot»                   | Fukase        | Fukase                                  | 5:38     |  |
| 8.    | «Gingagai no Akumu»         | Fukase        | Nakajin                                 | 6:22     |  |
| 9.    | «Death Disco»               | Fukase        | Nakajin, Fukase                         | 4:15     |  |
| 10.   | «broken bone»               | Fukase        | Fukase                                  | 2:53     |  |
| 11.   | «PLAY»                      | Saori         | Saori                                   | 2:53     |  |
| 12.   | «RPG»                       | Fukase, Saori | Fukase                                  | 4:51     |  |
| 13.   | «Dragon Night»              | Fukase        | Fukase, Nicky Romero, Marcus Van Wattum | 3:49     |  |
| 56:19 |                             |               |                                         |          |  |